# Volx
Volx ist eine französische Gemeinde mit 3.227 Einwohnern (Stand 1. Januar 2022) im Département Alpes-de-Haute-Provence in der Region Provence-Alpes-Côte d’Azur. Sie gehört zum Arrondissement Forcalquier, zum Kanton Manosque-2 und zum Gemeindeverband Durance-Luberon-Verdon Agglomération.

## Geographie
Die Gemeinde liegt rund 50 Kilometer nordöstlich von Aix-en-Provence am Abbruch des Luberon-Gebirges in das Tal der Durance. Nachbargemeinden sind: 
- Villeneuve im Nordosten, Osten und Süden,
- Manosque im Süden und Südwesten,
- Dauphin im Westen und
- Saint-Maime im Nordwesten.

Durch den Ort führen der Canal de Manosque und der Canal de la Brillanne, sowie am östlichen Ortsrand ein Wasserkanal der EDF, über den in Sainte-Tulle ein Wasserkraftwerk betrieben wird. Begrenzt wird die Gemeinde im Südosten durch den Fluss Durance, im Nordosten durch dessen Zufluss Largue. 

### Verkehrsanbindung
Die Gemeinde wird über die im Durancetal verlaufenden hochrangigen Verkehrsverbindungen erschlossen. Es sind dies die Autobahn A51 und die parallel verlaufende Départementsstraße D4096, von der im Ortsgebiet von Volx die D13 abzweigt, die dem Fluss Largue folgend ins Hinterland führt. Weiters verläuft durch das Gemeindegebiet die Bahnstrecke von Lyon-Perrache nach Marseille-Saint-Charles. Der Bahnhof ist jedoch seit 1979 geschlossen. Nächste Bahnstationen sowie Autobahnauf- und -abfahrten befinden sich in Manosque und Oraison.

## Bevölkerungsentwicklung
| Jahr      | 1968 | 1975 | 1982 | 1990 | 1999 | 2006 | 2018 |
| Einwohner | 1902 | 2026 | 2185 | 2516 | 2690 | 2859 | 3152 |

## Wirtschaft
Die Gemeinde liegt im Weinanbaugebiet Coteaux de Pierrevert.

## Sehenswürdigkeiten
In der Kirche Sainte-Victoire befinden sich mehrere Objekte, die als Monument historique gelistet sind, dazu zählen denkmalgeschützte Gemälde aus dem 18. und 19. Jahrhundert.

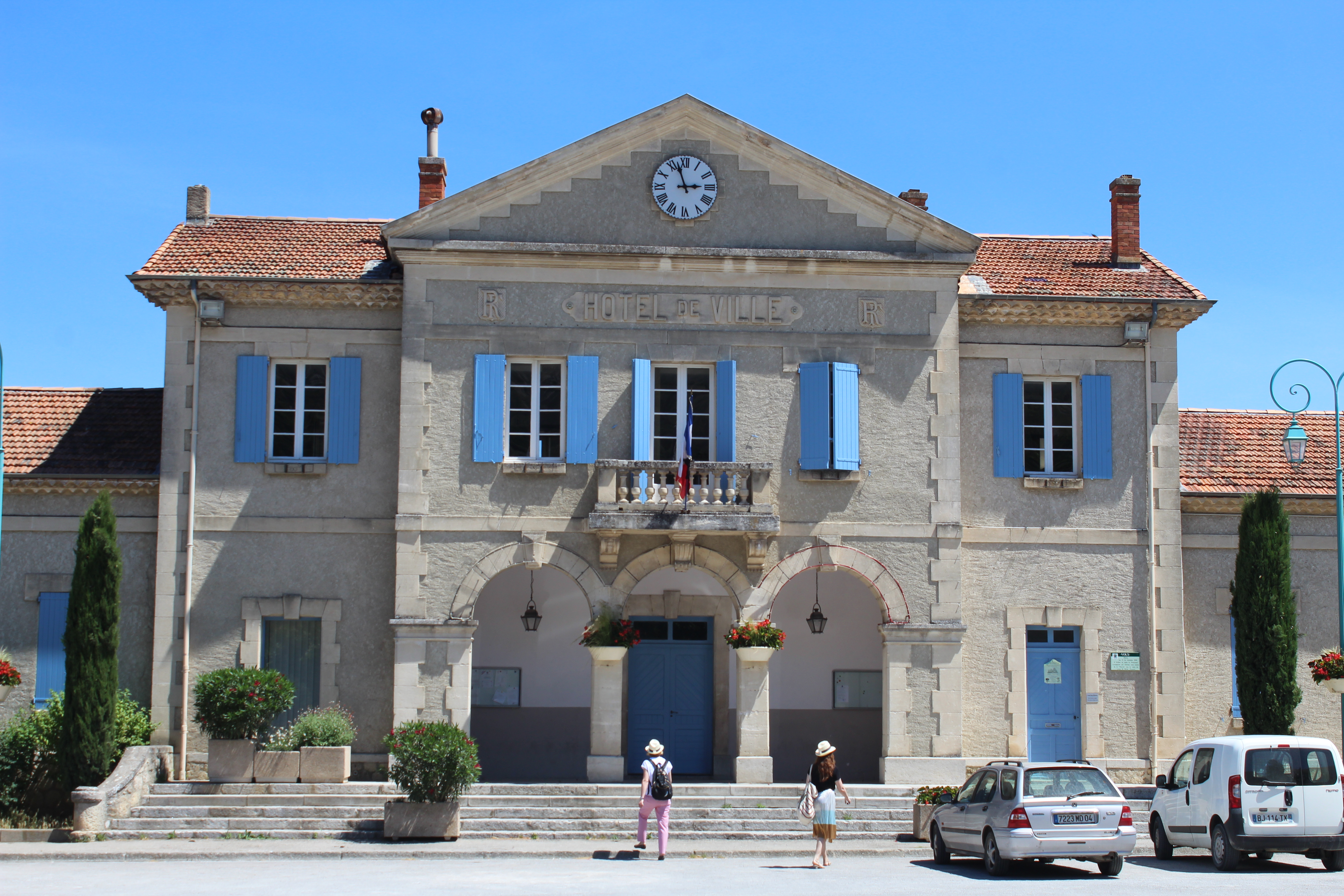
Mairie Volx
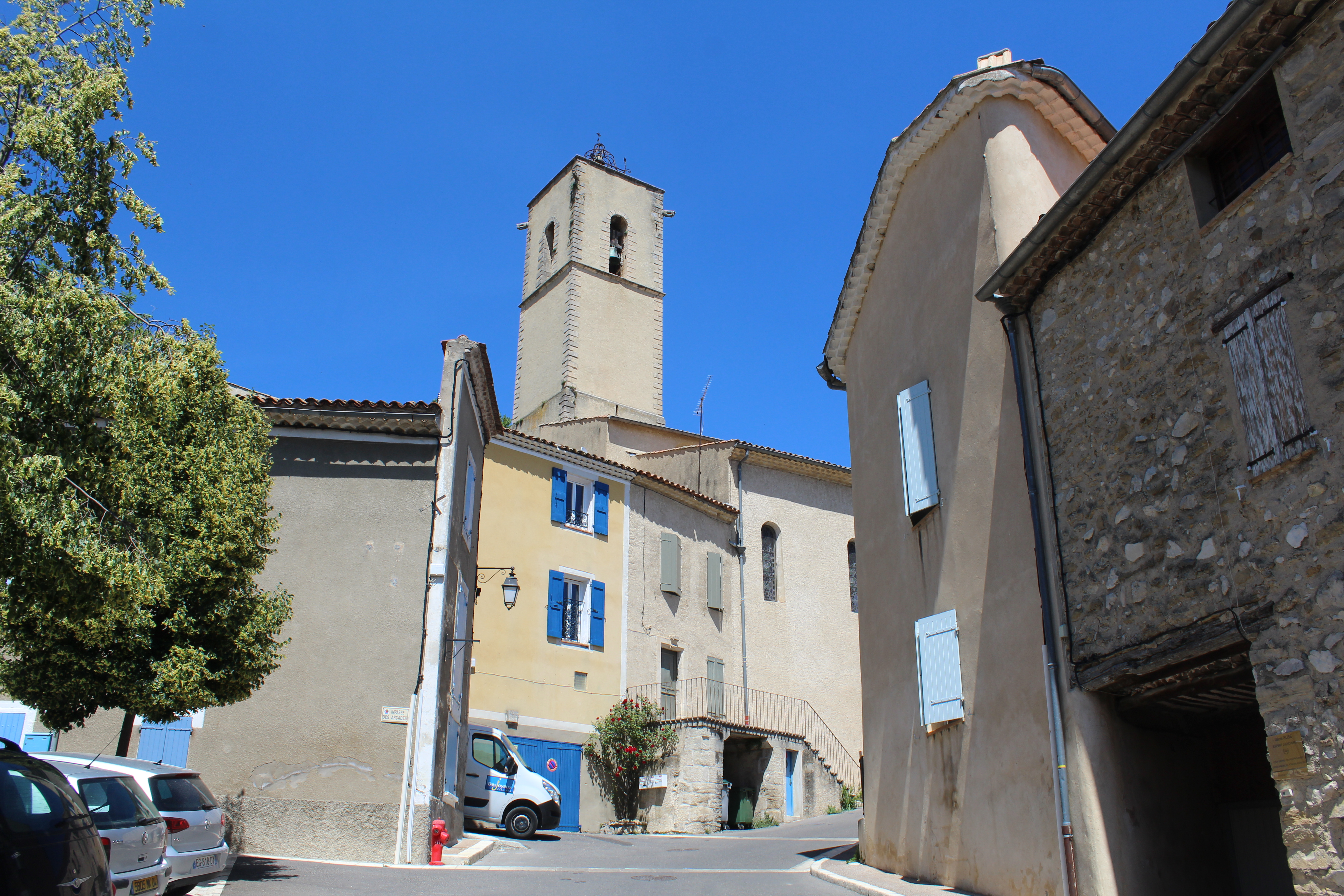
Kirche Saint-Victoire

## Partnergemeinden
Es besteht seit 1967 eine Partnerschaft mit Châtel-Saint-Denis in der Schweiz.